# روب كولينز (موسيقي)
روب كولينز (بالإنجليزية: Rob Collins)‏ هو موسيقي بريطاني، ولد في 23 فبراير 1963 في Rowley Regis ‏ في المملكة المتحدة، وتوفي في 22 يوليو 1996.

## وصلات خارجية
- روب كولينز على موقع IMDb (الإنجليزية)
- روب كولينز على موقع ميوزك برينز (الإنجليزية)
- روب كولينز على موقع أول ميوزيك (الإنجليزية)
- روب كولينز على موقع ديسكوغز (الإنجليزية)